# Wybory parlamentarne w Tajlandii w 2019
Wybory parlamentarne w Tajlandii w 2019 roku – odbyły się w niedzielę 24 marca. Data wyborów parlamentarnych została ustalona przez Komisję Wyborczą w środę, 23 stycznia 2019, kilka godzin po wydaniu dekretu królewskiego upoważniającego do głosowania. Głosowanie zostało przeprowadzone w oparciu o kartę wojskową, kończącą jeden z najdłuższych okresów rządów junty wojskowej w najnowszej historii Tajlandii.

## Nowy system wyborczy
Od czasu poprzednich wyborów z 2014 roku wprowadzono znaczące zmiany w tajskim systemie wyborczym.
Nowa konstytucja zmieniła sposób wyboru deputowanych do Izby Reprezentantów, niższej izby parlamentu. Wcześniej wyborcy głosowali za pomocą dwóch różnych kart wyborczych: na kandydata w okręgu wyborczym i na listę partyjną. Przy następnych wyborach liczba kart do głosowania została zmniejszona do jednej; wraz z oddawaniem głosów na kandydata w danym okręgu wyborczym i na listę partyjną. 
250 członków Senatu, wyższej izby parlamentu, zostanie powołanych przez Krajową Radę Pokoju i Porządku (NCOP) i dokona wyboru nowego premiera.
Według komentatorów tajskiej sceny politycznej, Senat nominowany przez NCPO daje duże prawdopodobieństwo wyboru Prayuta na urząd premiera Tajlandii. Pozycja generała nie jest zagrożona pomimo przewidywań, że partie przychylne juncie wojskowej w tym największa Phalang Pracharat nie zdobędą większości mandatów w Izbie Reprezentantów.

## Królewska interwencja
Wieczorem 8 lutego, w dniu, w którym księżna Ubol Ratana została kandydatką partii „Thai Raksa Chart” na stanowisko premiera, jej młodszy brat, król Rama X, w orędziu telewizyjnym potępił jako „nieodpowiednią” działalność siostry. Partia została później rozwiązana przez Trybunał Konstytucyjny.

## Wyniki
|                                    |                                  |            |       |                      |                |         |
| Partia                             | Partia                           |            |       | Mandaty              | Mandaty        | Mandaty |
| Partia                             | Partia                           | Głosy      | %     | Okręg jednomandatowy | Lista partyjna | Razem   |
|                                    | Phalang Pracharat                | 8 441 274  | 23,74 | 97                   | 19             | 116     |
|                                    | Phuea Thai                       | 7 881 006  | 22,16 | 136                  | 0              | 136     |
|                                    | Nowa Przyszłość                  | 6 330 617  | 17,80 | 31                   | 50             | 81      |
|                                    | Partia Demokratyczna             | 3 959 358  | 11,13 | 33                   | 20             | 53      |
|                                    | Partia Dumnych Tajów             | 3 734 459  | 10,50 | 39                   | 12             | 51      |
|                                    | Tajska Partia Liberalna          | 824 284    | 2,32  | 0                    | 10             | 10      |
|                                    | Tajska Partia Rozwoju Narodowego | 783 689    | 2,20  | 6                    | 4              | 10      |
|                                    | Nowa Partia Ekonomiczna          | 486 273    | 1,37  | 0                    | 6              | 6       |
|                                    | Partia Prachachart               | 481 490    | 1,35  | 6                    | 1              | 7       |
|                                    | Partia Puea Chat                 | 421 412    | 1,19  | 0                    | 5              | 5       |
|                                    | Koalicja Działania dla Tajlandii | 415 585    | 1,17  | 1                    | 4              | 5       |
|                                    | Narodowa Partia Rozwoju          | 244 770    | 0,69  | 1                    | 2              | 3       |
|                                    | 14 mniejszych partii             | 1 018 505  | 2,88  | 0                    | 17             | 17      |
|                                    | Inne                             | 509 923    | 1,50  | 0                    | 0              | 0       |
| Razem                              | Razem                            | 35 532 645 | 100   | 350                  | 150            | 500     |
| Źródło: Komisja Wyborcza Tajlandii |                                  |            |       |                      |                |         |

| Ważne głosy                            | 35 532 645 | 92,85% |
| Nieważne / puste głosy                 | 2 130 327  | 5,57%  |
| Żadne z powyższych / przeciw wszystkim | 605 392    | 1,58%  |
| Oddane głosy / frekwencja              | 38 268 366 | 74,69% |
| Zarejestrowani wyborcy                 | 51 239 638 |        |
| Źródło: Komisja Wyborcza Tajlandii     |            |        |